# Ines Kresović
Ines Kresović (cirílico serbio: Инес Кресовић, nacida el 20 de febrero de 1984 en Šibenik, República Federativa Socialista de Yugoslavia) es una jugadora de baloncesto femenino serbia.